# Ходжентский округ
Ходже́нтский о́круг — один из десяти округов Узбекской ССР — союзной республики в составе СССР в 1926—1929 годах. Далее с 1929 года по 1930 год округ находился в составе Таджикской ССР. Административным центром и крупнейшим городом округа являлся Ходжент (ныне Худжанд).
Округ делился на пять районов: Аштский (центр Ашт), Исфаринский (центр Исфара), Канибадамский (центр Канибадам), Науский (центр неизвестен) и Ходжентский (центр Ходжент).
В 1925 году, спустя через короткое время после образования Узбекской ССР, в республике было введено областное деление. Области делились на уезды, а те, в свою очередь на волости. Но спустя меньше года, в 1926 году областное деление было упразднено, и введено деление республики на округа, а те в свою очередь делились на районы. Ходжентский округ входил в составе Узбекской ССР. В 1929 году Таджикская АССР была преобразована в самостоятельную Таджикскую ССР, и выведена из состава Узбекской ССР. Ходжентский округ было решено передать в состав Таджикской ССР. В начале 1930 года к Ходжентскому округу был присоединён Ура-Тюбинский округ. В 1930 году округа были отменены, и Таджикская ССР стала делиться на области, а преемником Ходжентского округа стала Ленинабадская область.
Ходжентский округ в бытность в составе Узбекской ССР с севера и запада граничил с Ташкентским округом, с юго-запада с Таджикской АССР в составе Узбекской ССР, с юга Киргизской АССР в составе РСФСР, с востока с Ферганским округом. После передачи округа в состав самостоятельной Таджикской ССР, округ с севера, востока и запада граничил с Узбекской ССР, с юго-востока с Киргизской АССР, с юга с Ура-Тюбинским округом Таджикской ССР.
По данным Всесоюзной переписи 1926 года, численность населения Ходжентского округа составляло 206 628 человек. Из них 119 213 человек являлись таджиками, а 79 940 человек узбеками. Также в округе из нацменьшинств преобладали русские (3182 человек) и киргизы (1946 человек). В округе проживали в разном количестве представители ещё более 30 национальностей.